# Demokrat Parti (Türkische Republik Nordzypern)
Die Demokrat Parti-Ulusal Güçler (türkisch für Demokratische Partei-Nationale Macht) ist eine konservative politische Partei in der Türkischen Republik Nordzypern. 
Bei den letzten Wahlen 2013 bekam die DP 23,16 Prozent der Stimmen und konnte so 12 der 50 Sitze in der Versammlung der Republik für sich beanspruchen. Sieben Abgeordnete traten aus der Partei aus, so dass die Partei nur noch mit fünf Abgeordneten im Parlament vertreten ist. Sie bildete von 2013 bis 2015 eine Koalitionsregierung mit der Cumhuriyetçi Türk Partisi.